# ليز إنجلبرت
ليز إنجلبرت (بالفرنسية: Lise Enjalbert)، ولدت في تيارت بالجزائر كمستعمرة فرنسية، وتوفيت في 22 مارس 2015 في تولوز (غارون العليا)، وهي أستاذة علم الفيروسات ومؤرخة ورسامة فرنسية.

## السيرة
بدأت ليز إنجلبرت مسيرتها الطبية في 1941. ثم صارت رئيسة لعيادة الأمراض المعدية وتخصصت في علم الجراثيم.
في 1949، قامت بتأسيس والإشراف على أول مختبر لعلم الجراثيم والوقاية في تولوز، في 1962، ذهبت ليز إنجلبرت إلى الولايات المتحدة لإتقان مهاراتها مع جون إندرز (1897-1985) في مختبره في بوسطن. كان إندرز قد حصل على جائزة نوبل في الطب في 1954، مع فردريك روبنز (1916-2003) وتوماس ولر (1915-2008). مما أتاح لها تحسين تقنيات تصوير الفيروسات باستخدام المجهر الإلكتروني وزراعتها في بيئات حية.
أصبحت ليز إنجلبرت رئيسة لقسم علم الجراثيم والفيروسات في يوليو 1965، وأستاذة بكلية الطب، جامعة تولوز. أدخلت تدريس علم الفيروسات، في مستشفيات تولوز، كما شاركت في إنشاء مختبرات علم الأحياء الدقيقة، وإنشاء لجنة مكافحة عدوى المستشفيات.